# Devanador de Rivera
Devanador de Rivera (El Devanador) está situada en el municipio de Tzitzio en el estado de Michoacán. Hay 629 habitantes. Dentro de todos los pueblos del municipio, ocupa el número 3 en cuanto a número de habitantes. Devanador de Rivera (El Devanador) está a 1,040 metros de altitud.
| Año  | Habitantes Mujeres | Habitantes hombres | Total habitantes |
| ---- | ------------------ | ------------------ | ---------------- |
| 2020 | 304                | 325                | 629              |
| 2010 | 284                | 298                | 582              |
| 2005 | 299                | 278                | 577              |